# 영구 패턴
비디오 게임에서 영구 패턴(일본어: 永久パターン 에이큐 파탄[*], 일명 영파)은, 게임의 사양에서 벗어나는 특정 행동에 의해 게임이 끝나지 않고 반영구적으로 계속되는 패턴을 의미한다. 일본에서는 에이파(일본어: 永パ)라고 줄여 부르기도 한다.

## 개요
영구 패턴은 다음의 측면에서 기피 대상이 된다.
- 오락실의 수익 감소

아케이드 게임에서 영구 패턴을 이용해 한 명의 이용자(플레이어)가 1플레이 요금으로 게임을 오래 이용함으로서, 오락실의 수입이 감소하게 된다.
- 하이스코어 집계의 무의미화

영구 패턴을 이용해 무한 득점이 가능하면, 이론적으로 맥스 아웃이 가능해짐으로서 최고 점수(하이스코어)의 의미가 없어져 집계도 중단된다.
- 게임 밸런스의 붕괴

영구 패턴을 이용해 라이프(잔기)나 파워업 아이템, 또는 경험치나 재화를 무한히 벌 수 있게 되면, 난도가 크게 떨어져 게임 밸런스에 악영향을 끼치게 된다.
- 버그 유발

초장시간 또는 반복적인 플레이로 인해 게임 내부의 카운트가 최대 범위를 초과하면, 오버플로가 발생하여 게임의 오작동을 일으키게 된다.
이에 따라 일본 하이스코어 협회에서는 영구 패턴이 발견된 비디오 게임에 대해서는 점수 집계를 중지하도록 규정하고 있으며, 일부는 점수를 대체할 다른 수치를 집계하여 순위를 매기고 있다.

## 영구 패턴의 종류
- 자멸하지 않는 보스
- 조건 불충족 시 이전 스테이지로 돌아가는 방식 (ZAP)
- 롤백이 적용되는 게임에서 고의 미스와 라이프 증가의 반복
- 영구 패턴 방지 캐릭터의 결함
- 타이머 파괴 버그

## 대책
영구 패턴 방지를 위한 대책은 크게 아래와 같이 나뉜다.

### 영구 패턴 방지 캐릭터
스테이지 시작 후 일정 시간이 경과하면, 매우 강하고 쓰러뜨리기가 어렵거나 불가능한 적 캐릭터가 등장한다. 많아질 경우 회피가 어려워져 반강제적인 미스가 발생하게 된다. 보통 일정 시간이 경과해도 적을 쓰러뜨리지 않고 스크롤을 진행하지 않는 등 장시간의 지연이 발생할 때 등장하며, 이 경우 게임을 진행하면 사라지는 경우가 많다. 한편, 작품에 따라 영구 패턴 방지 캐릭터에 결함이 있어, 이를 역으로 이용하는 영구 패턴이 만들어지는 경우도 있다.
- 마피(1983년) - 선조
- 페어리랜드 스토리(1985년), 뉴질랜드 스토리(1988년) - 혼드
- 기기괴계(1986년) - 도깨비불
- 버블보블(1986년) - 스컬 몬스타 & 라스칼
- 다리우스(1987년) - 야즈카 타카미[a]
- 스노우 브라더스(1990년) - 호박 귀신
- 트윙클 스타 스프라이츠(1996년) - 사신
- 뱅뱅볼(1996년) - 일렉트릭 볼
- 펭귄 브라더스(2000년) - 유령 & 말벌
- 기타 등등

### 적 캐릭터의 증식 또는 위력 증가
스테이지 시작 후 일정 시간이 경과하면 적 캐릭터의 수가 증가하거나, 적의 위력이 강해지거나, 움직임이 격렬해진다. 역시 많아질 경우 회피가 어려워져 반강제적인 미스가 발생하게 된다. 작품에 따라서는 특정 적을 쓰러뜨리지 않으면 난도가 상승하는 것도 있다.
- 디그 더그(1982년)
- 엘리베이터 액션(1983년)
- 알카노이드(1986년)
- 판타지 존(1986년)

### 플레이어 캐릭터의 위력 감소
스테이지 시작 후 일정 시간이 경과하면, 플레이어 캐릭터의 위력이 감소한다. 그러나 이 대책만으로는 영구 패턴의 방지 효과가 미미하므로, 다른 대책이 병용되는 경우가 많다.

### 시간 제한
스테이지 클리어에 필요한 제한 시간이 있으며, 이를 넘으면 미스로 처리되거나 게임 오버가 된다. 면 클리어형 액션 게임이나 퍼즐 게임에서 보편적으로 사용되는 대책이다. 그러나 버그를 이용해 시간 제한을 회피하는 영구 패턴도 있는데, 이를 〈타이머 파괴〉(タイマー破壊)라고 부르기도 한다.

### 적 캐릭터 또는 보스의 도망, 자멸
주로 보스전에서 보스 캐릭터를 쓰러뜨리지 않고 공격을 계속 회피함으로서 영구 패턴이 발생하는 것을 방지하기 위해, 보스와의 전투가 시작된 후 일정 시간이 지나면 보스가 자멸하거나 도망간다. 주로 슈팅 게임에서 사용되는 대책이며, 이 경우 보스 퇴치 보너스가 지급되지 않고 다음 스테이지로 넘어가는 경우가 많다. 그러나 작품에 따라서는 보스가 회피할 수 없는 공격을 날려 반강제적인 미스를 유도하거나, 미션 실패로 간주되어 게임 오버로 이어지는 등의 불이익이 발생하는 경우도 있다.
- 그라디우스 시리즈
- 제비우스(1983년)
- R-TYPE(1987년)
- 펭귄 브라더스(2000년)

### 행동 가능 범위의 축소
스테이지 시작 후 일정 시간이 경과하면, 플레이어 캐릭터가 행동할 수 있는 범위가 좁아진다. 최종적으로 행동 가능 범위가 없어져 반강제적인 미스가 발생하게 된다.
- 봄버맨
- 모모코 120%(1986년)
- 레인보우 아일랜드(1987년)

### 기타
이 밖의 영구 패턴 방지 대책은 아래와 같다.
- 적 캐릭터의 무한 재생의 지양
- 파츠의 반복 점수 무효화
- 롤백이 적용되는 게임에서 구간 내 라이프 증가 아이템은 한 번만 등장
- 대전 액션 게임에서 무승부 반복시 게임 오버 처리

## 참고 문헌
- 《월간 아르카디아》 2001년 3월호 - 〈올드 게임 뮤지엄〉

## 같이 보기
- 스코어러 (비디오 게임)

### 내용주
1. ↑  타이토의 개발자 중 한 명인 ‘미카타 카즈야’ 이름을 뒤집은 것이다.